# Assemblée populaire de Gagaouzie
7e législature
Siège l'Assemblée populaire
L'Assemblée populaire (en gagaouze : Halk Toplusu ; en roumain : Adunarea Populară ; en Народное Собрание romanisé : Narodnoye Sobraniye) est le parlement monocaméral de la région autonome de Gagaouzie en Moldavie depuis sa création en 1994, les premières élections législatives ayant eu lieu l'année suivante.

## Mode de scrutin
L'assemblée est composée de 35 membres élus pour quatre ans au scrutin uninominal majoritaire à deux tours dans autant de circonscriptions.
Les candidats ayant recueilli plus de 50 % des voix au premier tour ou, à defaut, lors d'un second tour organisé quatorze jours plus tard entre les deux candidats arrivés en tête au premier, sont déclarés élus à la condition que la participation dans leur circonscription ait été d'au moins 33 % des inscrits. Dans le cas contraire, il est procédé à un nouveau scrutin dans la circonscription concernée.

## Conditions de candidatures
Sont éligibles les Gagaouzes âgés de plus de 21 ans, résidant dans la circonscription où ils se présentent et n'ayant pas perdu leurs droits civiques.
Dans le but de freiner le développement d'un sentiment sécessionniste dans la région autonome, la loi électorale moldave n'autorise plus les partis politiques régionaux à partir des élections de 1999. Depuis, l'assemblée de la minorité turcophone gagaouze est marquée par la forte présence de candidats indépendants, se regroupant souvent en des "mouvements civiques" non reconnus comme partis, et autour de figure régionales tel le Gouverneur de Gagaouzie.